# Хауърд (окръг, Мисури)
Вижте пояснителната страница за други значения на Хауърд.
Окръг Хауърд (на английски: Howard County) е окръг в щата Мисури, Съединени американски щати. Площта му е 1220 km², а населението - 9918 души. Административен център е град Файет.